# 192 a.C.

## Eventos
- Lúcio Quíncio Flaminino e Cneu Domício Enobarbo, cônsules romanos.
- Irrompe a Guerra romano-síria entre a República Romana e o Império Selêucida de Antíoco III, o Grande.